# Мизрахи, Шимон
Шимо́н Мизра́хи (ивр. שמעון מזרחי‎; род. 1939, Тель-Авив, Палестина) — израильский адвокат и спортивный функционер, президент баскетбольного клуба «Маккаби» (Тель-Авив) с 1969 года. Член Олимпийского комитета Израиля, совета директоров Евролиги и юридической комиссии ФИБА Европа, бывший председатель Баскетбольной ассоциации Израиля. Деятельность Мизрахи в области развития израильского баскетбола отмечена включением в списки Международного еврейского спортивного зала славы в 2004 году и присуждением Премии Израиля в 2011 году.

## Биография
Шимон Мизрахи родился в 1939 году в Тель-Авиве в семье банковского менеджера. Его отец также играл в теннис и футбол за команду «Маккаби» (Тель-Авив), теннисом занималась и мать. Шимон получил своё имя в честь деда, одного из основателей первого района Тель-Авива Неве-Цедек; именем Шимона Мизрахи-старшего названы улицы в этом городе. Сам Шимон-младший в детстве увлекался футболом, выступая за сборную гимназии «Геула».
В 1957 году Мизрахи был мобилизован в Армию обороны Израиля, где служил следователем в военной полиции. На последнем году срочной службы он начал учёбу на факультете права в филиале Еврейского университета в Иерусалиме и после окончания службы завершил своё юридическое образование. В дальнейшем Мизрахи продолжал нести резервистскую службу, получив звание полковника. По окончании учёбы в 1964 году он работал в адвокатской конторе Баруха Зайгера, а в 1979 году открыл свою собственную.
Баскетбол для Мизрахи оставался хобби до 1969 года, когда клуб «Маккаби» (Тель-Авив) после неудачного сезона не завоевал ни чемпионского звания, ни Кубка Израиля. Разочарованные болельщики создали ассоциацию по поддержке клуба, председателем которой был избран Мизрахи. Вскоре после этого к нему обратился тогдашний президент «Маккаби» Исраэль Гораль с просьбой временно заменить его на этой должности, которую ему не позволяла выполнять основная работа. Молодой адвокат согласился, и позже место президента клуба стало для него постоянным.
Со вступлением Мизрахи в должность президента клуба начался перевод «Маккаби» в профессиональный статус. Были введены платные входные билеты на его матчи, началась перестройка клуба по образцу ведущей испанской команды «Реал» (Мадрид). «Маккаби» быстро занял ведущие позиции в израильском баскетболе, а после сенсационного выигрыша Кубка европейских чемпионов в 1977 году за ним закрепился статус «главной команды страны». В дальнейшем «Маккаби» с Мизрахи в роли президента ещё 5 раз выигрывал главный европейский трофей (в последний раз в 2014 году), а число появлений в финале этого турнира превысило десяток. «Маккаби» также завоевал более 40 раз звание чемпиона Израиля и больше 30 раз — Кубок Израиля. В эпоху Мизрахи «Маккаби» уделяет много внимания поиску и развитию молодых перспективных баскетболистов, действует сеть спортивных школ по всему Израилю. Команда также занимается благотворительной деятельностью, приглашая на игры детей-инвалидов, игроки клуба выступают перед школьниками, военнослужащими и даже заключёнными в тюрьмах. В то же время в последние годы политика формирования состава команды, при которой её игра во многом зависит от «легионеров», регулярно вызывает недовольство в Израиле. Успехи «Маккаби» на фоне посредственных выступлений других израильских команд также сформировали в Израиле точку зрения на Мизрахи как на «человека, который разрушил израильский баскетбол», альтернативную другому распространённому взгляду на него, как на «человека, который сделал для израильского баскетбола больше любого другого».
Когда в 2000 году клуб «Маккаби» был преобразован в акционерное общество, Шимон Мизрахи стал одним из акционеров, хотя его доля в общем пакете остаётся небольшой. Он также выполнял обязанности президента Баскетбольной ассоциации Израиля (с 2001 года), является членом Олимпийского комитета Израиля с 1996 года, входит в состав юридической комиссии ФИБА Европа с 1979 года и в совет директоров Евролиги с 2003 года. Среди других должностей Мизрахи — место в правлении инвестиционной компании «Дисконт Хашкаот» (с 2003 по 2006 год). На добровольных началах он также в течение 12 лет выполнял роль посредника между израильской армией и семьёй солдата Гая Хевера, пропавшего в 1997 году на Голанских высотах.

## Признание заслуг
Заслуги Шимона Мизрахи в области развития израильского баскетбола неоднократно отмечались как в самом Израиле, так и за рубежом. В 2004 году его имя было включено в списки Международного еврейского спортивного зала славы за достижения на протяжении карьеры, и в том же году он был избран одним из тех, кому было доверено зажжение торжественного огня на государственной церемонии в честь Дня независимости Израиля. В 2007 году журнал Time назвал Мизрахи одним из 50 лучших спортивных менеджеров мира. В 2009 году он был избран почётным председателем XVIII Маккабианских игр, а в 2011 году удостоен Премии Израиля в области физкультуры и спорта (номинировался также в 1998 году; присуждение премии в 2011 году оспаривалось в Верховном суде Израиля, но было оставлено в силе). В 2014 году Мизрахи было присвоено звание почётного гражданина Тель-Авива.